# Skotterud
Skotterud este o localitate situată în partea de sud-est a Norvegiei, în provincia Innlandet. Este reședința  comunei Eidskog. Localitatea are o suprafață de 1,48 km² și o populație de 1.353 locuitori (2013). În localitate se află una dintre ultimele fabrici de schiuri din lemn din țară. Stația locală de cale ferată a funcționat între 1865 și 1965. Până la data de 1.1.2020, Skotterud a făcut parte din provincia Hedmark.